# Paul Mescal
Paul Mescal est un acteur irlandais, né le 2 février 1996 à Maynooth (comté de Kildare).
Après une formation au théâtre, il évolue à la télévision et dans des drames psychologiques. Son rôle dans Gladiator 2, son premier blockbuster, concrétise sa reconnaissance mondiale.

## Biographie

### Jeunesse et formation
Paul Colm Michael Mescal naît le 2 février 1996 et grandit à Maynooth, dans le comté de Kildare, en Irlande. Sa mère, Dearbhla, est policière et son père, Paul, est professeur des écoles et comédien,. Il est l'aîné de trois enfants,. Pendant son enfance, il joue au football gaélique dans le club de sa ville avant d'abandonner après une blessure à la mâchoire,,.
Il joue au théâtre pour la première fois à seize ans avant d'entrer à l'Académie The Lir du Trinity College de Dublin,,. Il est diplômé d'un Bachelor of Arts en théâtre, en 2017, après avoir trouvé un agent artistique,.

### Carrière

#### Théâtre et télévision (2017–2020)
Après son diplôme, Paul Mescal se voit offrir par le Gate Theatre de Dublin le rôle titulaire dans sa production de Gatsby le Magnifique, puis le rôle du prince dans une réécriture contemporaine des Chaussons rouges de Hans Christian Andersen,,. L'année suivante, il apparaît à la première de Asking for It de Louise O'Neill au Ebbey Theatre, et dans des productions du Songe d'une nuit d'été et de Portrait de l'artiste en jeune homme dans des festivals irlandais, avant de faire ses débuts à Londres dans Révolte à Dublin au Lyric Hammersmith,,.
Il fait ses débuts à la télévision, dans la mini-série dramatique Normal People, une adaptation du roman éponyme de Sally Rooney, aux côtés de Daisy Edgar-Jones. Ce rôle le propulse et lui offre le British Academy Television Award du meilleur acteur, ainsi qu'une nomination au Primetime Emmy Award du meilleur acteur dans une mini-série ou un téléfilm et au Critics' Choice Television Award du meilleur acteur dans une mini-série ou un téléfilm,,,,.
En 2020, il apparaît dans le court métrage Drifting présenté lors du Galway Film Fleadh, puis dans la mini-série The Deceived et dans le clip de la chanson Scarlet des Rolling Stones,,.

#### Reconnaissance mondiale (depuis 2021)
Paul Mescal fait ses débuts au cinéma avec un second rôle dans le drame psychologique The Lost Daughter, réalisé par Maggie Gyllenhaal,. L'année suivante, il joue un homme accusé d'agression sexuelle dans God's Creatures et un jeune père troublé dans Aftersun, deux films présentés au Festival de Cannes 2022,. Ses performances sont louées par la critique et son rôle dans Aftersun lui vaut une nomination à l'Oscar du meilleur acteur et au British Academy Film Award du meilleur acteur,,,.
En 2022, il joue dans Carmen de Benjamin Millepied, présenté au Festival international du film de Toronto avant d'être distribué en salles l'année suivante, et interprète Stanley Kowalski dans la production d'Un tramway nommé Désir de l'Almeida Theatre avant d'être transférée au West End en mars 2023,,,. Il remporte le Laurence Olivier Award du Meilleur acteur pour ce rôle.
En 2023, il joue aux côtés d'Andrew Scott dans Sans jamais nous connaître, une adaptation libre du roman Strangers de Taichi Yamada,. Il reçoit une nomination au British Academy Film Award du meilleur acteur dans un second rôle.
En 2024, il gagne le Vantage Award de la part de l'Academy Museum of Motion Pictures. Gladiator 2 de Ridley Scott, suite de Gladiator du même réalisateur, marque son premier rôle dans un blockbuster,. Ses projets à venir incluent The History of Sound, aux côtés de Josh O'Connor, et Hamnet de Chloé Zhao,. Il remplace Blake Jenner dans Merrily We Roll Along, une adaptation de la comédie musicale éponyme, filmée sur une durée de vingt ans.

### Vie privée
Paul Mescal parle couramment l'anglais et l'irlandais,. Il emménage à Londres, en 2020, avant de déclarer, en 2022, avoir acheté une propriété en Irlande avec l'intention de s'y installer,.
De 2020 à décembre 2022, il est en couple avec la chanteuse américaine Phoebe Bridgers,. Il avoue ouvertement voir un thérapeute pour sa santé mentale.
Depuis l'été 2024, il est en couple avec la chanteuse pop Gracie Abrams,.
Il joue du piano et reprend régulièrement des chansons avec sa sœur chanteuse Nell Mescal,. En juillet 2020, il chante et fait du spoken word avec Dermot Kennedy au musée d'histoire naturelle de Londres. Il participe à une lecture virtuelle de la pièce This Is Our Youth de Kenneth Lonergan pour l'organisation Actors Fund of America en octobre 2020.

## Filmographie
Sauf indication contraire, les informations mentionnées dans cette section peuvent être confirmées par les bases de données cinématographiques  présentes dans la section « Liens externes ».

### Cinéma

#### Longs métrages
- 2021 : The Lost Daughter de Maggie Gyllenhaal : Will
- 2022 : Aftersun de Charlotte Wells : Calum
- 2022 : God's Creatures de Saela Davis et Anna Rose Holmer : Brian O'Hara
- 2023 : Carmen de Benjamin Millepied : Aidan
- 2023 : Le Remplaçant (Foe) de Garth Davis : Junior
- 2023 : Sans jamais nous connaître (All of Us Strangers) d'Andrew Haigh : Harry
- 2024 : Gladiator 2 (Gladiator II) de Ridley Scott : Lucius Verus / Hanno
- prévu en 2025 : The History of Sound d'Oliver Hermanus : Lionel
- prévu en 2025 : Hamnet de Chloé Zhao : William Shakespeare
- prévu en 2040 (date approximative) : Merrily We Roll Along de Richard Linklater : Franklin Shepard[59]

#### Court métrage
- 2020 : Drifting de Robert Higgins et Patrick McGivney : Cian

### Télévision

#### Séries télévisées
- 2019 : Bump : Matt
- 2020 : Normal People : Connell Waldron
- 2020 : The Deceived : Sean McKeogh

### Clips
- 2020 : Scarlet de The Rolling Stones, réalisé par Christopher Barrett et Luke Taylor : le garçon ivre
- 2020 : Savior Complex de Phoebe Bridgers, réalisé par Phoebe Waller-Bridge : l'homme

## Distinctions
Sauf indication contraire, les informations mentionnées dans cette section peuvent être confirmées par les bases de données cinématographiques  présentes dans la section « Liens externes ».

### Récompenses
- British Academy Television Awards 2021 : meilleur acteur pour Normal People
- Irish Film and Television Awards 2021 : meilleur acteur dans une série télévisée dramatique pour Normal People
- British Independent Film Awards 2023 : meilleure performance dans un second rôle pour Sans jamais nous connaître
- Irish Film and Television Awards 2023 : meilleur acteur dans un film pour Aftersun
- Laurence Olivier Awards 2023 : meilleur acteur pour Un tramway nommé Désir
- Irish Film and Television Awards 2024 : meilleur acteur dans un second rôle dans un film pour Sans jamais nous connaître

### Nominations
- Primetime Emmy Awards 2020 : meilleur acteur dans une mini-série ou un téléfilm pour Normal People
- Critics' Choice Television Awards 2021 : meilleur acteur dans une mini-série ou un téléfilm pour Normal People
- British Independent Film Awards 2022 :
  - Meilleure performance dans un second rôle pour God's Creatures
  - Meilleure performance partagée dans un rôle principal pour Aftersun
- Prix du cinéma européen 2022 : meilleur acteur pour Aftersun
- British Academy Film Awards 2023 : meilleur acteur pour Aftersun
- Critics' Choice Movie Awards 2023 : meilleur acteur pour Aftersun
- Film Independent's Spirit Awards 2023 : meilleure performance dans un rôle principal pour Aftersun
- Irish Film and Television Awards 2023 : meilleur acteur dans un second rôle dans un film pour God's Creatures
- Oscars 2023 : meilleur acteur pour Aftersun
- British Academy Film Awards 2024 : meilleur acteur dans un second rôle pour Sans jamais nous connaître